# Construccions de pedra seca XI (l'Albi)
Les Construccions de pedra seca XI és una obra de l'Albi (Garrigues) inclosa a l'Inventari del Patrimoni Arquitectònic de Catalunya.

## Descripció
Barraca de vinya utilitzada com a aixopluc temporal. Està encarada cap a l'est i segueix l'estil de les cabanes de l'Alt Camp. Està feta de pedres més petites que l'habitual a la comarca sense desbastar.
Al seu interior hi ha una petita menjadora per als animals i a l'exterior, adossat, hi ha un recer. La peculiaritat de l'habitacle està a la coberta, una falsa cúpula feta per aproximació de filades i per la forma pauntada de la volta.
Actualment es troba una mica deteriorada, ja que hi ha alguna esllavissada de pedra al mur exterior.